# Дом с чёрными котами
Кошачий дом (латыш. Kaķu nams) — здание в центральной части Старого города Риги, построенное в 1909 году архитектором Фридрихом Шеффелем в стиле позднего рационального модерна.

## Легенда
Существует старинная легенда, согласно которой богатый купец Блюмер (Плуме), недовольный тем, что ему не позволяли стать членом рижской Большой гильдии (представительского органа рижского купечества), предпринял акт психологического возмездия. Он заказал скульптурные изображения чёрных котов с выгнутыми спинами и поместил их на остроконечных башенках своего доходного дома, расположенного на противоположной стороне улицы Мейстару. В довершение картины, эти коты были повёрнуты хвостами в сторону окон рабочего кабинета старейшины Большой гильдии. Согласно одному из вариантов этой экскурсионной байки, против Блюмера был затеян судебный процесс, однако юридическими мерами не удавалось добиться от Блюмера того, чтобы котов развернули в обратную сторону, поскольку Блюмер был хорошим другом судьи или же платил щедрые взятки часто менявшимся судьям, которые в приговоре со всей ответственностью заявляли, что эти коты — свободные животные и без них Рига утратит часть своего архитектурного богатства. Неизвестно, когда была заключена мировая со строптивым и неуступчивым господином по фамилии Блюмер (Плуме), однако в итоге коты всё-таки были развёрнуты «правильным» ракурсом.

## Архитектурные особенности
Оба кота предельно симметричны, они украшают башенки над перекрёстками улицы Мейстару с улицами Маза Смилшу и Зиргу. Центральный фасад здания отличается симметричной композицией, посередине его венчает скульптурное символическое изображение орла с распахнутыми крыльями, готового взмыть в небо — это изображение также выполнено в соответствии с принципом центральной точки симметрии; оно представляет собой символическое указание на вечную борьбу до достижения победного конца. Орёл способен смотреть на солнце не моргая, что стало одной из причин для признания этой птицы ключевым солярным символом — это функциональное наполнение способствовало официальному включению орла в концепцию символики модерна. Вход в здание обрамлён флоральным декором, а над входом имеется изображение спокойного и уравновешенного крылатого женского маскерона.

## Фильмография
В фильме «Семнадцать мгновений весны» это здание исполнило роль берлинской гостиницы «У новых ворот», возле которого состоялась заветная встреча штандартенфюрера Отто фон Штирлица с всемогущим рейхсляйтером Мартином Борманом, чей автомобиль должен был остановиться слева от входа на углу улиц, если смотреть из Музея природы. Кстати, эту роль исполнил сосед дома с чёрными котами, в котором ныне расположено главное финансовое ведомство Латвии, а первоначально находилась Академия наук (до 1960 года, когда было построено здание в эксклюзивном стиле сталинского ампира вблизи рижского Центрального рынка на месте бывшего Русского гостиного двора). Над витринами справа и слева от входа в отель размещалась вывеска, на которой крупными латинскими чёрными буквами было написано слово BAR, что вынуждало сотрудников латвийского филиала Философского общества СССР во время съёмок популярнейшего советского телесериала о жизни разведчика ходить на работу в бар.
Также в 2018 году вышел детективный сериал "Дом с чёрными котами". Действие происходит параллельно в наши дни и в XV веке.

## Занимающие здание организации и события 1991 года
В советский период в здании с чёрными котами располагались две научные организации — упоминавшееся выше латвийское отделение Философского общества СССР и Институт философии и права при Академии Наук Латвийской ССР. Второе ведомство прославил академик АН ЛССР, философ Валентин Августович Штейнберг, а также профессор Пётр Иванович Валескалн.
Из этого здания 20 января 1991 года, в последний день «Поющей революции», в район Бастионной горки (в пяти минутах ходьбы) отправились операторы Андрис Слапиньш и Гвидо Звайгзне. Их убил выстрелами в спину неизвестный снайпер (убийство не раскрыто до настоящего времени).
Сейчас на первом этаже дома находится джазовый ресторан «Carpe diem». Также на другой стороне на первом этаже располагается ресторан и казино «Melnais kaķis» (с латыш. — «чёрный кот»).

## Галерея

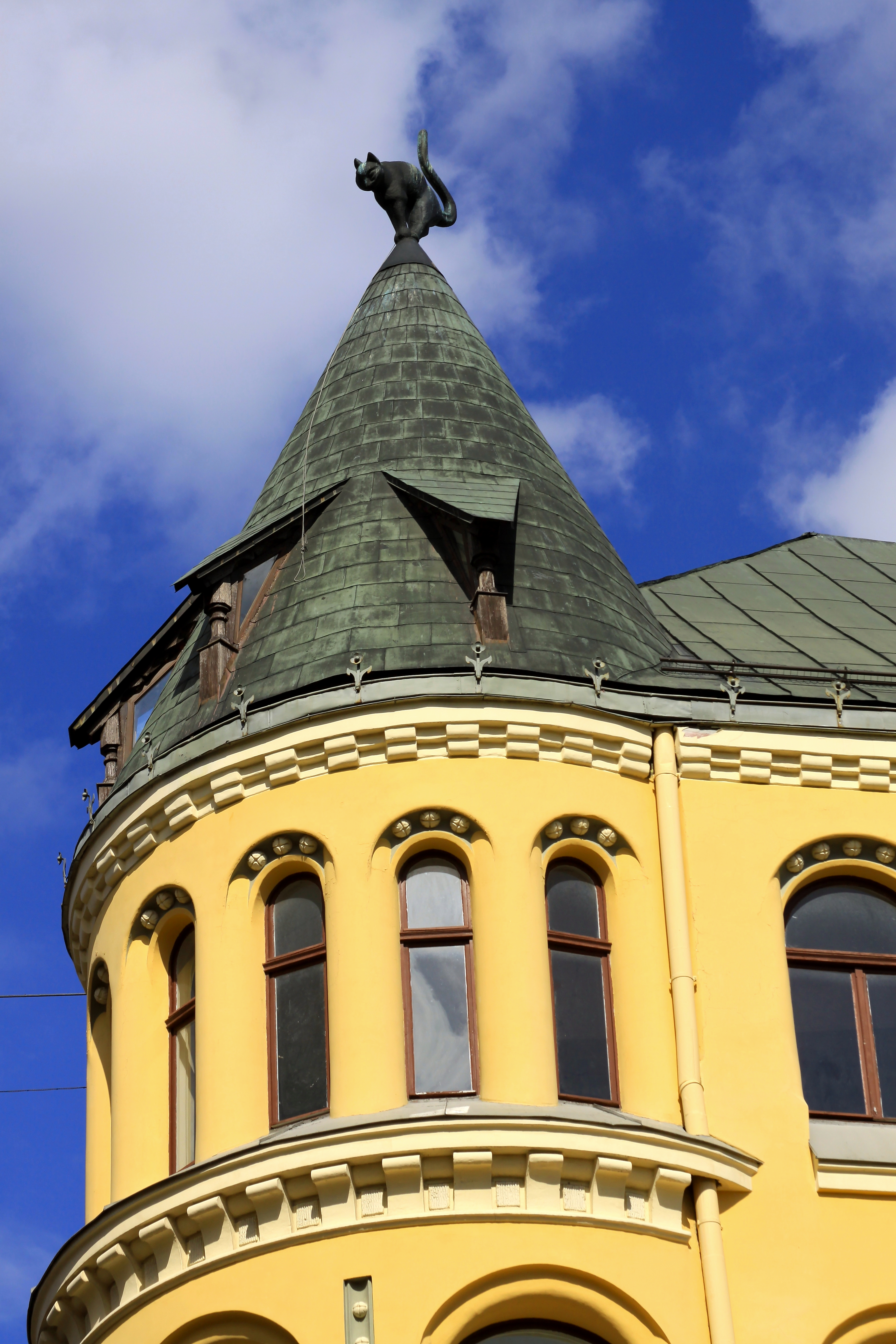
Правая башня
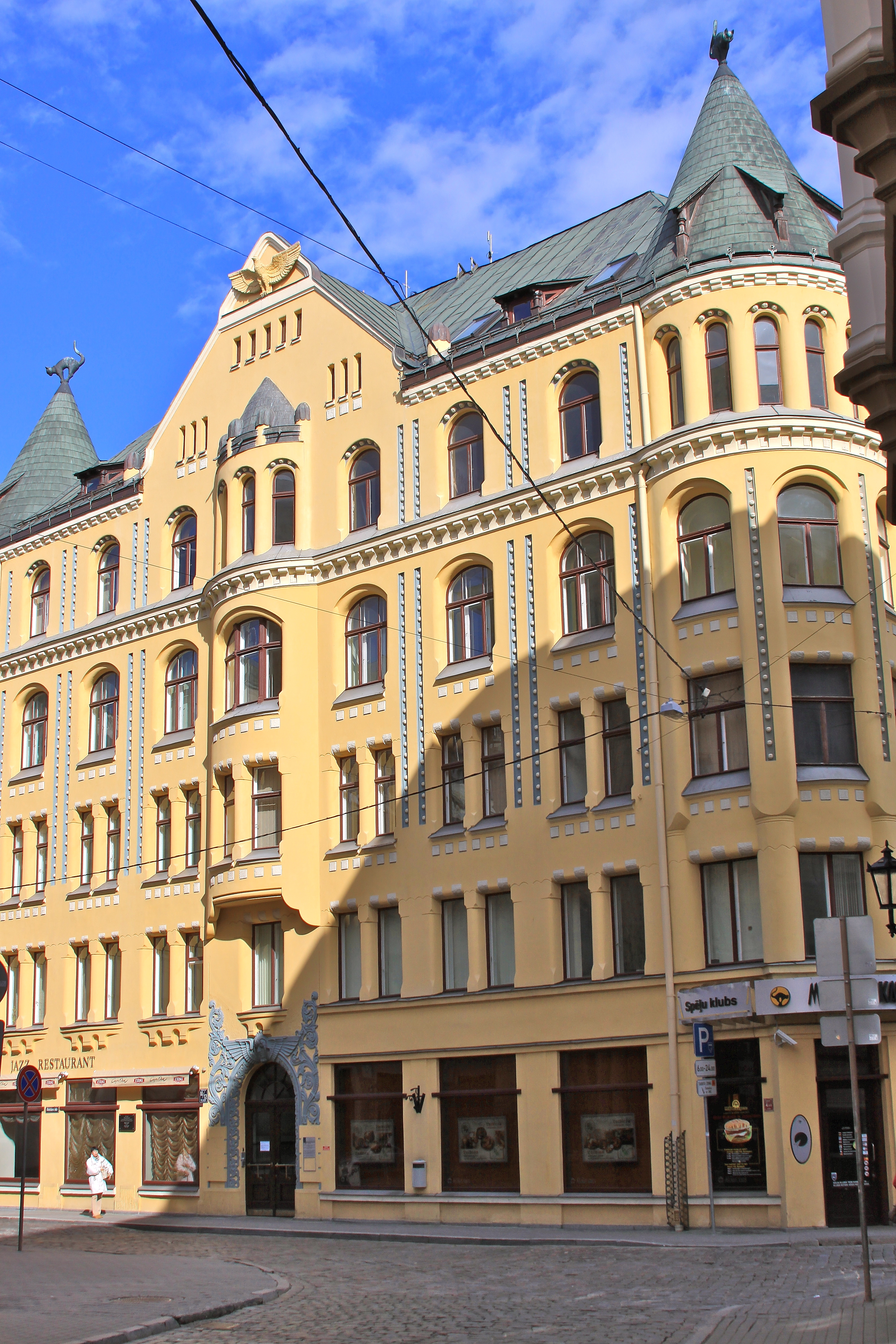
Дом с чёрными котами
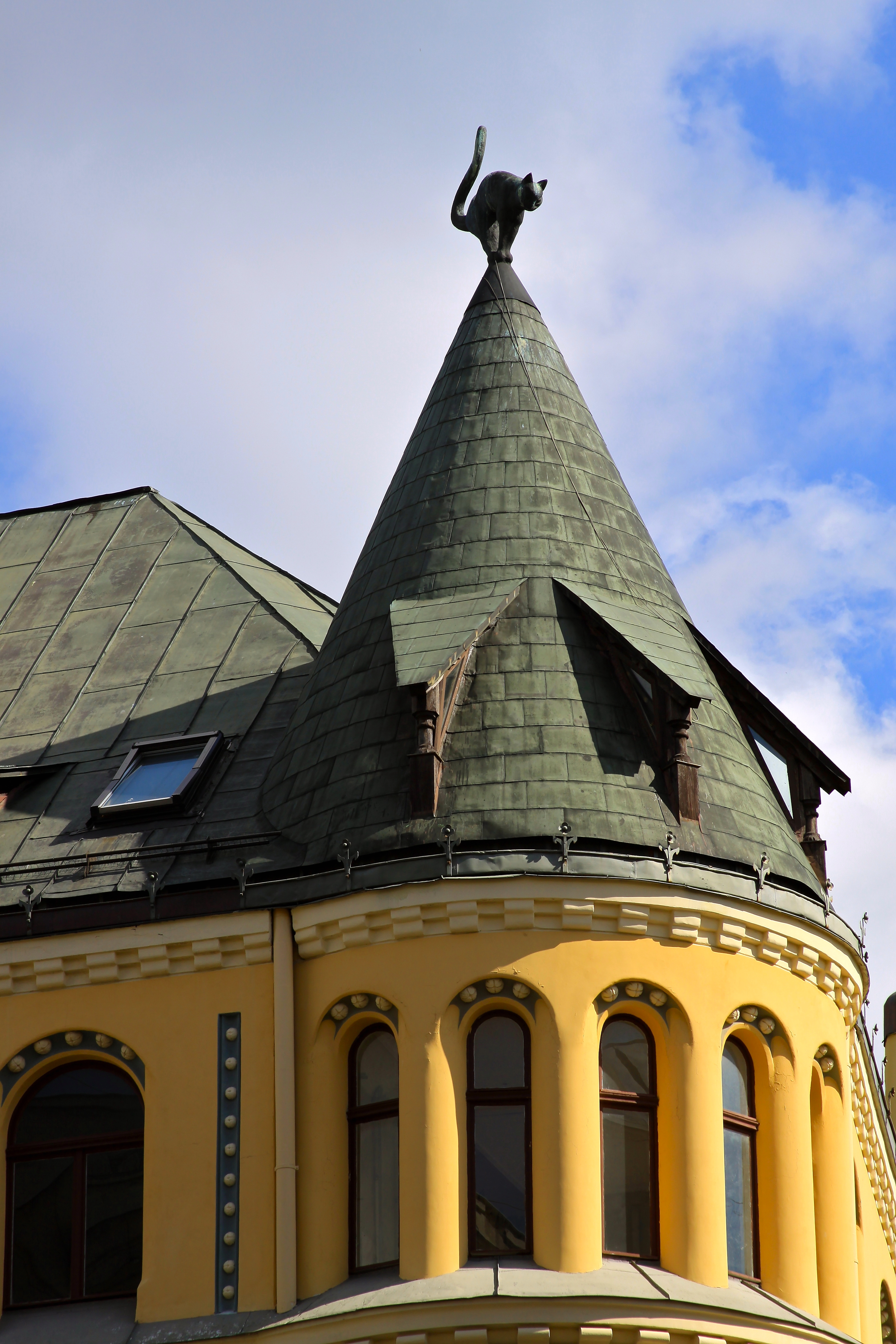
Левая башня